# 周廣 (道教)
周廣（?—?），字惠常，晉代著名道士，廬陵人。許遜弟子，淨明道西山十二真君之一。
東吳大都督周瑜之後人。少好天文、音樂之學。曾與同志遊巴蜀雲臺山。後前往旌陽拜許遜為師。許遜有意將女兒嫁黃仁覽，託周廣作媒。周廣與黃仁覽向黃父稟告，黃父喜不自勝，擇日備聘，後來在許遜宅上成婚。
宋朝道君皇帝敕封為「元通真人」。